# Mexx
Mexx est une chaine de boutiques spécialisées dans le prêt-à-porter. L'enseigne vend des vêtements et accessoires pour homme, femme et enfant.

## Historique
À l'origine de la marque, Rattan Chadha, un Néerlandais d'origine indienne qui importait en Europe des tissus en provenance d'Inde et d'Extrême-Orient. Mexx naît en 1986 de la fusion entre deux marques, Moustache, pour les hommes, et Emmanuelle, pour les femmes. Le nom de la nouvelle entité est simplement obtenu en mettant côte à côte le M de Moustache, le E d'Emmanuelle et deux lettres X signifiant "Kiss Kiss". L'événement est annoncé à travers la campagne "Here We Are", qui couvre 13 pays et 85 magasins.
L'entreprise installe son siège à Voorschoten aux Pays-Bas, dans une ancienne manufacture datant du XIXe siècle, revue et corrigée par l'architecte américain postmoderniste Robert A.M. Stern. Mexx connaît un grand succès et entame une véritable expansion internationale. De nouvelles boutiques  sont inaugurées un peu partout dans le monde, aux Émirats arabes unis, au Canada, en Autriche, au Royaume-Uni, en Russie, etc.
Au fil des années, plusieurs lignes de produits estampillées Mexx voient le jour. En 1990 est lancée une ligne pour les enfants de 2 à 8 ans, en 1992 c'est au tour de MiniMexx, une ligne pour les 6-24 mois de voir le jour. En 1996, Baby Mexx vient s'ajouter à la liste, consacré cette fois aux vêtements des 6 premiers mois de la vie de bébé. Puis l'année suivante, parallèlement au lancement d'une ligne sport pour femmes, MexxSport, est créé XX by Mexx, déclinaison dédiée cette fois aux jeunes filles "citadines branchées, libres d'esprit et débordantes d'énergie" comme le définit la marque elle-même.
On trouve également, Mexx Fragrance, Mexx Bags ou encore Mexx Time (horlogerie). La société est rachetée en 2001 par le groupe américain Liz Claiborne Inc, et continue son développement. Elle lance son site web marchand et multiplie les opérations marketing. En 2003, Mexx s'attaque au marché américain et ouvre son premier magasin sur la 5e Avenue. En 2006, Mexx installe son nouveau Design Centre à Amsterdam, dans un immeuble à 9 étages réaménagé par le studio londonien Sevil Peach. C'est également cette année que Rattan Chadha, après deux décennies de bons et loyaux services, décide de céder son fauteuil de PDG de la holding européenne au profit de l'américain Jeff Fardell.
Avant sa faillite, Mexx était une société internationale de mode qui avait été en pleine expansion, qui employait près de 6 000 personnes à travers le monde. L'enseigne développait son réseau de boutiques en France par le biais de contrats de franchise. 143 points de vente en France ; c'est dire si la marque était omniprésente. Mexx était distribuée dans 66 pays au travers de plus de 10 000 points de vente, notamment en Europe, en Amérique du Nord (États-Unis, Canada), au Moyen-Orient et en Asie.
Le groupe possède des bureaux au Liechtenstein (Städtle 28, 9490 Vaduz).

### Faillite

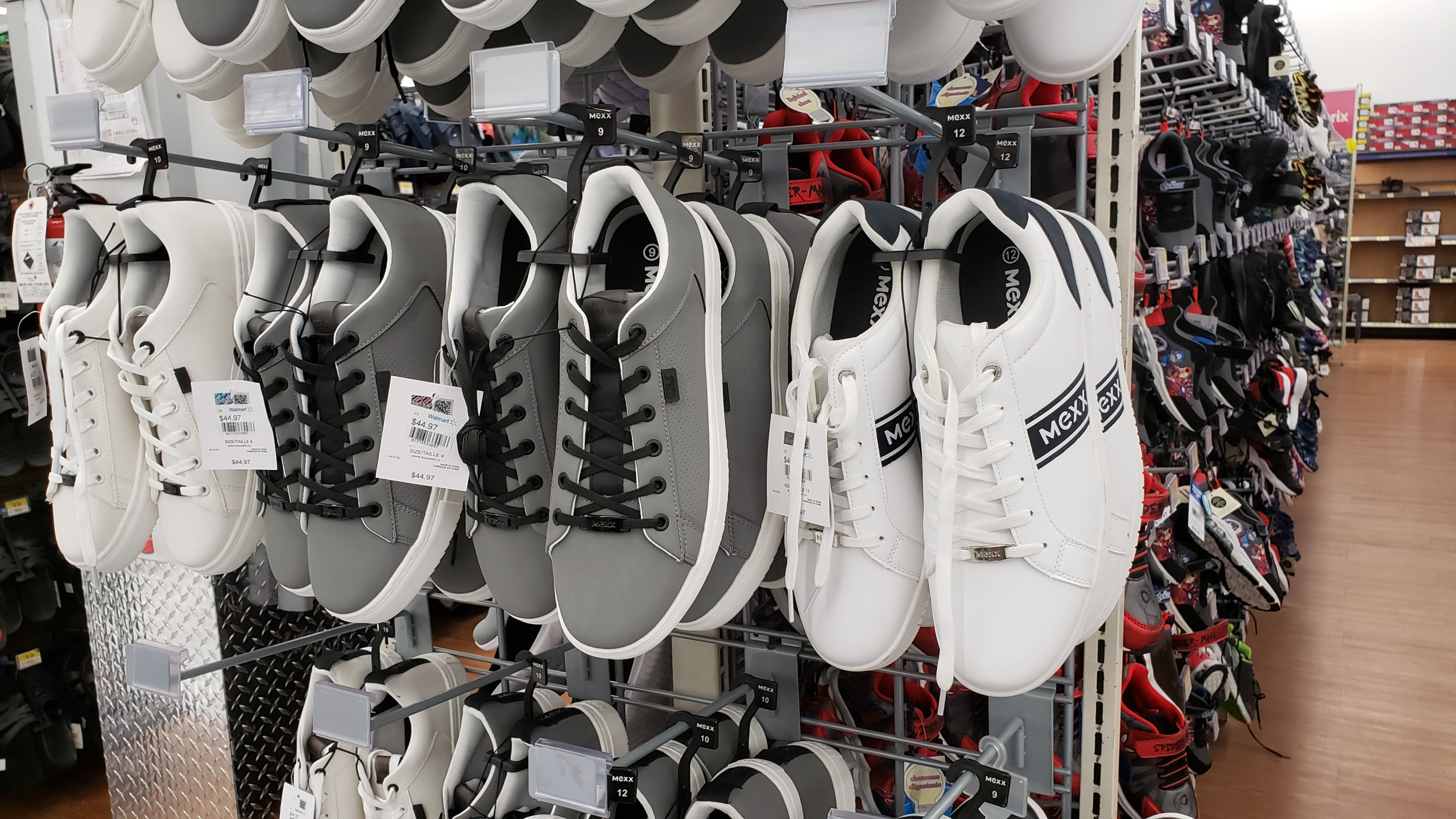
Chaussures Mexx en vente en 2021 au Wal-Mart de Place du Royaume

Le 3 décembre 2014, un tribunal d'Amsterdam déclare la faillite de l'entreprise.
En 2018, le site web est relancé et offre uniquement la vente de chaussures, et ce pour 3 pays: Pays-Bas, Allemagne et Belgique.

## Dates clés
(12 août 2020).
Les chiffres clés de la création à 2008 :
- 1986 : Rattan Chadha crée Mexx aux Pays-Bas
- 1990 : Lancement de Mexx Kids
- 1995 : Premier magasin de marque canadien
- 1997 : Lancement de MexxSports
- 1999 : Ouverture de plusieurs magasins de marque en Europe/ Lancement de mexx.com
- 2001 : Rachat par Liz Claiborne
- 2002 : Premier Mégastore à Berlin
- 2003 : Mexx s'attaque au marché américain
- 2006 : Début de la collaboration avec le photographe Gilles Bensimon/ Remplacement de Rattan Chadha par l'américain Jeff Fardell au poste de PDG/ Lancement de la boutique en ligne française
- 2008 : Liz Claiborne confie l’approvisionnement de Mexx au groupe hongkongais Li & Fung
- 2014 : Annonce de la faillite de Mexx, le 3 décembre 2014, devant un tribunal d'Amsterdam.  Le liquidateur est Richter Groupe Conseil Inc.  L'ordonnance de la cour vise tous les actifs de Mexx au Canada et aux Pays-Bas.
- 2015: Fin janvier la holding turque Eroglu reprend la chaîne de magasins de vêtements. La holding prévoit la relance d’une dizaine de magasins en Europe et affiche des ambitions d'extension et de développement qui restent à définir.